# Schloss Birkenfeld (Haßberge)

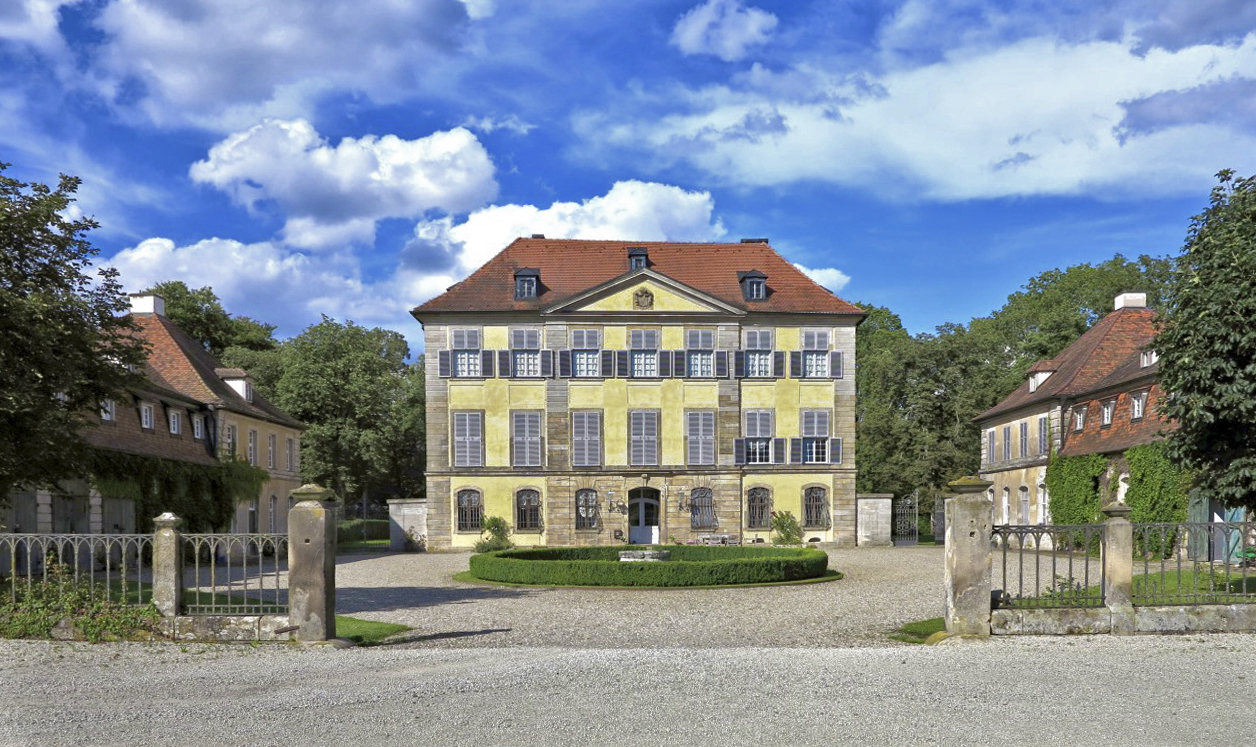
Schloss Birkenfeld

Das Schloss Birkenfeld befindet sich in Birkenfeld, etwa zwei Kilometer westlich des Marktes Maroldsweisach im Landkreis Haßberge in Unterfranken. Die große Gutsanlage gilt als eine der bedeutendsten Schlossanlagen des 18. Jahrhunderts in Unterfranken. Eine Besonderheit stellt die Konzeption als ländliche Villa dar, die vom Hauptwohngebäude bis zum Landwirtschaftshof in den Jahren 1738–1752 einheitlich geplant und umgesetzt wurde.

## Geschichte

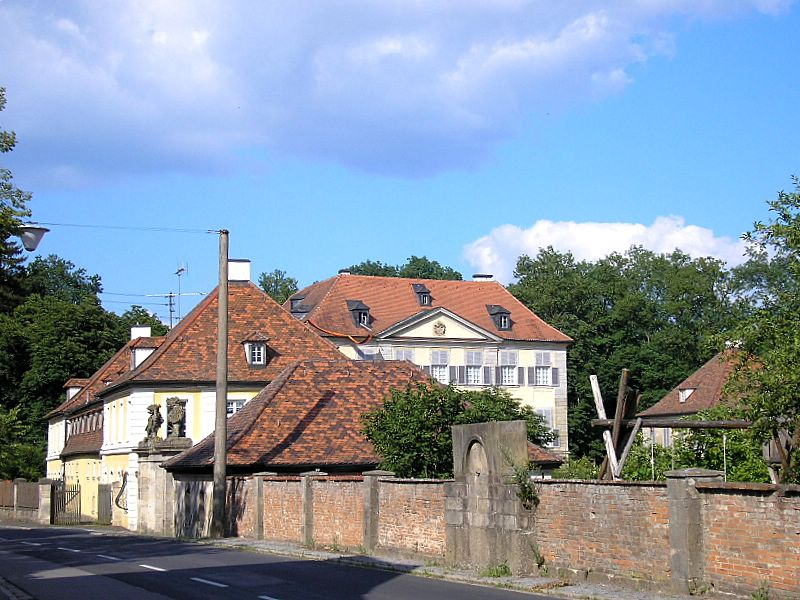
Ansicht von der Dorfstraße

Am Anfang des 14. Jahrhunderts war Birkenfeld im Besitz einiger Dienstmänner der Grafen von Henneberg. Um 1350 waren die Zollner hier begütert, gegen Ende des 15. Jahrhunderts erschienen die von Hutten in den Urkunden. Nach dem Tod des letzten Birkenfelder Hutten, Johann Philipp Friedrich, kam die Herrschaft über die Erben an die Familie von Wöllwarth. Im 19. Jahrhundert erbten schließlich die Grafen von Ortenburg die Anlage, die sich noch heute in ihrem Besitz befindet. 1994 bis 1997 musste der Hauptbau aufwendig statisch gesichert werden, was durch einige Konstruktionsfehler aus der Bauzeit bedingt war.
Der bestehende Schlossbau geht auf den erwähnten Johann Philipp Friedrich von Hutten zurück. Die Bauarbeiten begannen 1738, die Innenausstattung war erst 1775 abgeschlossen. Die Vorgängeranlage ist durch genaue Planaufnahmen und Zeichnungen dokumentiert. Die nahezu quadratische Kernburg mit ihren beiden Ecktürmen war ringsum von Wirtschaftsgebäuden und Stallungen umgeben. Um 1742 war der alte Kernbau bereits durch das heutige Herrenhaus ersetzt worden. Anschließend brach man die alten Wirtschaftsgebäude schrittweise ab und ersetzte sie bis etwa 1752 durch den erhaltenen Bestand. Südöstlich wurde ein großer Wirtschaftshof eingerichtet, südlich ein Nutzgarten angelegt.

## Baubeschreibung

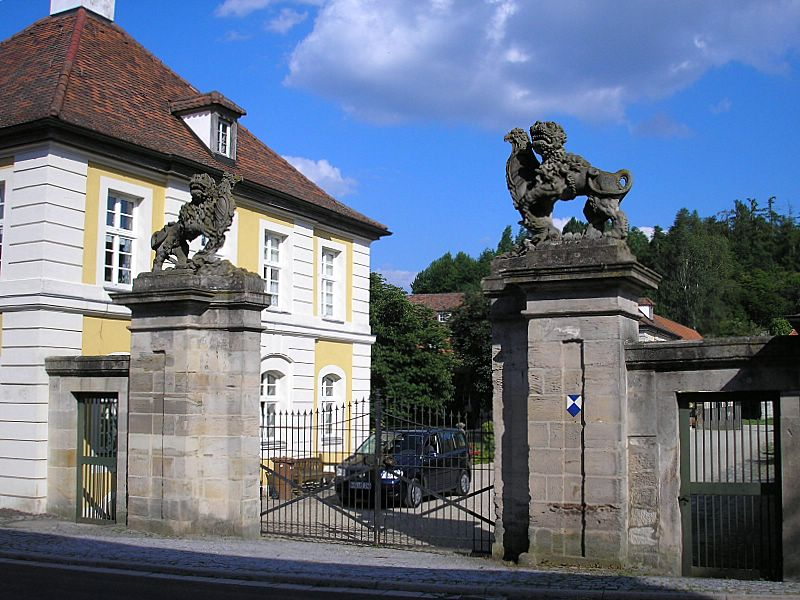
Der Eingang zum Schlossbezirk

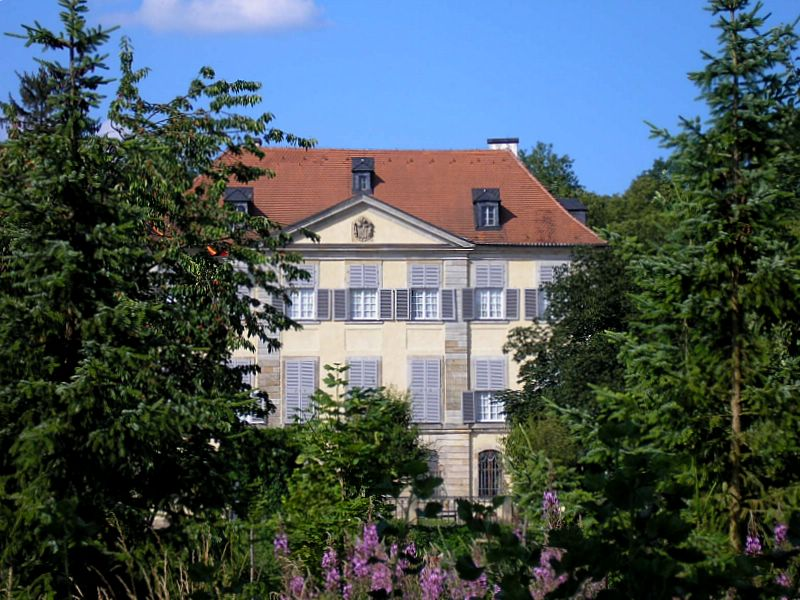
Der Hauptbau von Süden

Der Marktort Birkenfeld besteht eigentlich nur aus der großen Schlossanlage und einigen Wohnhäusern an der Straße und am Berghang. Der Schlossbezirk ist von der Straße aus durch eine von Löwen auf Sandsteinpfeilern flankierte Einfahrt zugänglich. Der dreigeschossige Hauptbau im Norden sitzt auf den Fundamenten der ehemaligen Wasserburg, was sich im leicht unregelmäßigen Grundriss bemerkbar macht. Die zurückhaltende Gliederung besteht aus bossierten Ecklisenen an den Kanten und dem leicht vorspringenden Mittelrisalit, der durch einen flachen Dreiecksgiebel abgeschlossen wird. Die vier Schlossflügel gruppieren sich um einen winzigen Lichthof und das Haupttreppenhaus und sind von Walmdächern bedeckt. Das Treppenhaus besitzt eine eigene Bedachung.
Südwestlich und südöstlich flankieren eingeschossige Wirtschaftsbauten den Ehrenhof, die an den Seiten von zweigeschossigen Pavillons begrenzt werden. Der östliche Marstallflügel und der westliche Remisenflügel tragen Mansarddächer bzw. über den Pavillons Walmdächer.
An den Gerichtsdienerpavillon des Ostflügels stößt rechtwinklig der große Ökonomiehof mit Stallungen, ehemaliger Schmiede und Schlosserei. Auch diese ein- bis zweigeschossigen Nutzbauten sind durch Pavillons mit Mansarddächern repräsentativ gestaltet. Im Südwesten ergänzt der Orangeriepavillon das Ensemble.
Im Inneren des villenartigen Hauptgebäudes hat sich die ungewöhnlich reichhaltige Dekoration des 18. Jahrhunderts überwiegend erhalten. Die Stuckarbeiten entstanden in drei Abschnitten. 1741/42 arbeitete Carlo Galdini in den Räumen, Johann Jakob Berg wirkte von 1752 bis 1754. Die reichen Rokokostuckaturen der Obergeschosse gehen auf den einheimischen Meister Bernhard Hellmuth zurück, die Wand- und Deckenfresken auf Johann Franz Gout. Die Dekoration des „italienischen“ Speisezimmers wurde vollständig al fresco ausgeführt. Dargestellt sind Szenen aus der griechischen Mythologie, etwa Merkur und Argus und Apoll und Daphne. Der Bauherr konnte auf Grund seiner hohen Stellung am Ansbacher Hof die besten künstlerischen Kräfte aus diesem Umfeld für sein Projekt gewinnen.

## Die Baumeister
Der noble Schlossbau orientiert sich deutlich an den markgräflichen Bauten Ansbachs. Als Baumeister wurde der junge Johann David Steingruber ausgewählt, der damals aber noch recht unerfahren war. Ein wesentlicher Anteil an der Konzeption der Anlage kommt wohl dem ehemaligen Ansbacher Hofbaudirektor Karl Friedrich von Zocha zu, der wohl ein Adelsgremium unter dem Bauherrn Johann Philipp Friedrich von Hutten beraten hat. Auf die Beteiligung dieses Gremiums adeliger „Kavalierarchitekten“ könnten auch einige der konstruktiven Mängel in der Bauausführung zurückzuführen sein.

## Würdigung
Ähnlich wie das benachbarte Burgpreppach wurde auch Schloss Birkenfeld bisher von der akademischen Forschung wenig beachtet. Die wenigen Untersuchungen befassten sich vor allem mit der ungewöhnlich qualitätvollen Ausstattung. Franz von Sayn-Wittgenstein sah etwa 1974 in der Architektur „gar nichts Besonderes, als ein(nen) größere(n) Gutshof…“. Der Bedeutung dieser abgelegenen „Villa rustica“ mit ihren Anklängen an ältere französische und niederländische Architekturtraditionen wird eine solche Einschätzung sicherlich nicht gerecht. Als Werk des protestantischen Ansbacher Frühklassizismus steht das Schloss in deutlichem Kontrast zur absolutistischen, gegenreformatorischen Architektur einiger benachbarter Schlossbauten wie Schloss Burgpreppach. Eine ähnlich konzipierte Anlage befindet sich in Franken nur noch in Ullstadt.